# Delias castaneus
Delias castaneus é uma borboleta da família Pieridae. Foi descrita por George Hamilton Kenrick em 1909. Pode ser encontrada na Nova Guiné (Montanhas Arfak).
A envergadura é de cerca de 50 milímetros. Os machos são brancos. As fêmeas geralmente têm um ligeiro tom amarelado.